# John Wilmot, Bá tước thứ 2 xứ Rochester
John Wilmot, Bá tước thứ 2 xứ Rochester (1 tháng 4 năm 1647 – 26 tháng 7 năm 1680) – là nhà thơ trào phúng, nổi tiếng với lối sống trụy lạc, bạn thân của Charles II của Anh.

## Tiểu sử
John Wilmot sinh ở Ditchley, Oxfordshire trong một gia đình quý tộc. Mẹ ông, John St Anne, sau khi chồng chết đã tái giá với một sĩ quan hoàng gia Henry Viscount Wilmot – cha của John Wilmot. Năm 1652 Henry Wilmot được phong Bá tước Rochester. Henry Wilmot mất năm 1658, từ đó John Wilmot trở thành Bá tước Rochester.
John Wilmot học ở Wadham College, rất giỏi tiếng Latin và Hy Lạp và sau này ông đã trở thành một dịch giả nổi tiếng, dịch các tác phẩm của Anacreon, Horace, Lucretius, Ovid, Seneca ra tiếng Anh. Năm 1661, lên 14 tuổi, John Wilmot nhận bằng thạc sĩ Văn chương. Năm lên 17 tuổi bắt đầu phục vụ trong triều của vua Charles II và rất được cảm tình từ những quan chức trong triều. Ngày 26 tháng 5 năm 1665 John Wilmot bắt cóc Elizabeth Malet và bị bắt giam nhưng sau đó vua Charles II ra lệnh thả và chuyển về làm sĩ quan ở hạm đội, tham gia vào trận đánh với người Hà Lan. Ngày 29 tháng 1 năm 1667 John Wilmot kết hôn với Elizabeth Malet - người mà ông đã từng bắt cóc vào năm 1665.
John Wilmot qua đời ngày 26 tháng 7 năm 1680 vì bệnh giang mai và một số bệnh do cuộc sống phóng đãng của ông.

## Thơ ca
John Wilmot coi việc làm thơ chỉ là để giải trí nhưng thơ ông lại rất đa dạng về thể loại cũng như nội dung. Một trong những bài thơ trào phúng rất nổi tiếng của ông viết về vua Charles II dưới đây:
| Cầu Chúa lòng lành tốt đẹp sẽ ban Cho đức vua không dựa vào lời hứa Người chưa bao giờ nói điều gì dở Và chưa bao giờ làm thứ gì khôn. | God bless our good and gracious king, Whose promise none relies on; Who never said a foolish thing, Nor ever did a wise one. |

Và đây là câu trả lời của Charles II:
"Sự thật đúng là như vậy, lời của ta thì quả đúng lời ta, nhưng việc làm thì còn ở các quan đại thần" ("That is true; for my words are my own, but my actions are those of my ministers").
Những tác phẩm nổi tiếng nhất của John Wilmot có thể kể đến: Satyr Against Reason and Mankind (Trào phúng chống lại Trí tuệ và Loài người), The Imperfect Enjoyment (Khoái lạc dở dang), Love A Woman? You're an Ass! (Yêu phụ nữ ư? Bạn là con lừa!), The Disabled Debauchee (Kẻ trụy lạc tật nguyền). John Wilmot có sự ảnh hưởng sâu rộng trong văn hóa đại chúng.

## Một bài thơ
| Yêu phụ nữ ư? Bạn là con lừa Đấy là thứ nhạt phèo như nước ốc Bạn đi chọn cho mình niềm hạnh phúc Là vật dại khờ mà Chúa tạo ra. Thà làm thợ may hay người chăn ngựa Những kẻ nằm trong bụng Aurelia Làm như nô lệ và khi về già Chỉ biết chết và nằm yên trong mộ. Thế nên từ đây tránh xa phụ nữ Cùng với bạn bè phóng đãng của mình Vui với họ ta uống rượu hằng đêm Để gọt giũa và mài sắc trí tuệ. Cho ta sức khỏe, niềm vui, giàu có Còn tình yêu ta sẽ cố thủ, và Ta có một trang mềm ngọt của ta Hay hơn nhiều cả bốn mươi con đĩ. Bản dịch của Nguyễn Viết Thắng | Love a woman? You're an ass! 'Tis a most insipid passion To choose out for your happiness The silliest part of God's creation. Let the porter and the groom, Things designed for dirty slaves, Drudge in fair Aurelia's womb To get supplies for age and graves. Farewell, woman! I intend Henceforth every night to sit With my lewd, well-natured friends, Drinking to engender wit. The give me health, wealth, mirth, and wine, And, if busy love entrenches, There's a sweet, soft page of mine Does the trick worth forty wenches. |